# Parafia Świętych Nowomęczenników i Wyznawców Rosyjskich w Norwich
Parafia Świętych Nowomęczenników i Wyznawców Rosyjskich – prawosławna parafia w Norwich, w eparchii wschodnioamerykańskiej i nowojorskiej Rosyjskiego Kościoła Prawosławnego poza granicami Rosji.